# Liga Nacional de Honduras 1982-83
La temporada 1982-1983 de la Liga Nacional de Fútbol de Honduras fue la decimoséptima edición profesional de esta liga. 
El formato del torneo se mantuvo igual que la temporada anterior, pero nuevamente la liga se redujo a diez equipos y tuvo un descenso. C.D. Olimpia después de terminar primero en ambas fases y se clasificó a la Copa de Campeones de la Concacaf 1983 junto con el subcampeón C.D. Motagua.

## Formato
Los diez participantes disputan el campeonato bajo un sistema de liga, es decir, todos contra todos a visita recíproca, con un criterio de puntuación que otorga:
- 2 puntos por victoria
- 1 punto por empate
- 0 puntos por derrota.

Los primeros cinco lugares clasifican a una pentagonal, donde el campeón se define mediante partidos de ida y vuelta entre el ganador de la fase regular y el ganador de la pentagonal. Si un equipo gana tanto la fase regular como la pentagonal, automáticamente es el campeón.
En caso de concluir con dos equipos empatados para la clasificación, se procedería a un partido de desempate entre ambos conjuntos; de terminar en empate dicho duelo, se nombrará clasificado al equipo que obtuvo mayor diferencia de goles.

## Ascensos y descensos
| Ascendido de la Segunda División 1981-82 |
| ---------------------------------------- |
| Dandy                                    |

| Descendido en la Liga Nacional 1981-82 |
| -------------------------------------- |
| Platense                               |

## Equipos participantes
| Equipo                | Sede           |
| --------------------- | -------------- |
| Atlético Morazán      | Tegucigalpa    |
| Broncos UNAH          | Choluteca      |
| Independiente Villela | San Pedro Sula |
| Marathón              | San Pedro Sula |
| Motagua               | Tegucigalpa    |
| Olimpia               | Tegucigalpa    |
| Dandy                 | San Pedro Sula |
| Real España           | San Pedro Sula |
| Victoria              | La Ceiba       |
| Vida                  | La Ceiba       |

## Fase regular
| Pos. | Equipo                | Pts. | PJ | G  | E  | P  | GF | GC | Dif. |
| ---- | --------------------- | ---- | -- | -- | -- | -- | -- | -- | ---- |
| 1.   | Olimpia               | 33   | 27 | 11 | 11 | 5  | 33 | 17 | +16  |
| 2.   | Motagua               | 31   | 27 | 9  | 13 | 5  | 31 | 28 | +3   |
| 3.   | Real España           | 30   | 27 | 9  | 12 | 6  | 35 | 28 | +7   |
| 4.   | Vida                  | 30   | 27 | 5  | 20 | 2  | 24 | 21 | +3   |
| 5.   | Victoria              | 29   | 27 | 7  | 15 | 5  | 21 | 15 | +6   |
| 6.   | Atlético Morazán      | 27   | 27 | 7  | 13 | 7  | 26 | 33 | -7   |
| 7.   | Dandy                 | 26   | 27 | 6  | 14 | 7  | 20 | 22 | -2   |
| 8.   | Broncos UNAH          | 22   | 27 | 5  | 12 | 10 | 30 | 36 | -6   |
| 9.   | Marathón              | 22   | 27 | 6  | 10 | 11 | 24 | 31 | -7   |
| 10.  | Independiente Villela | 20   | 27 | 6  | 8  | 13 | 25 | 38 | -13  |

|  | Clasifica a la pentagonal, a la final y a la Copa de Campeones de la Concacaf 1983 |
|  | Clasifica a la pentagonal                                                          |
|  | Desciende a Segunda División                                                       |

## Pentagonal
| Pos. | Equipo      | Pts. | PJ | G | E | P | GF | GC | Dif. |
| ---- | ----------- | ---- | -- | - | - | - | -- | -- | ---- |
| 1.   | Olimpia     | 11   | 8  | 4 | 3 | 1 | 7  | 6  | +1   |
| 2.   | Motagua     | 9    | 8  | 2 | 5 | 1 | 13 | 7  | +6   |
| 3.   | Real España | 9    | 8  | 4 | 1 | 3 | 9  | 7  | +2   |
| 4.   | Victoria    | 7    | 8  | 2 | 3 | 3 | 6  | 12 | -6   |
| 5.   | Vida        | 4    | 8  | 1 | 2 | 5 | 6  | 10 | -4   |

|  | Campeón                                              |
|  | Clasifica a la Copa de Campeones de la Concacaf 1983 |

|                           |
| Olimpia Campeón 6° título |